# Juanito Rodríguez
Juan Francisco Rodríguez Herrera, deportivamente conocido como Juanito (Santa Cruz de Tenerife, Canarias, 10 de mayo de 1965) es un exfutbolista y entrenador español. Actualmente es jefe de "scouting" y asesor de la U. D. Las Palmas.

## Trayectoria

### Como jugador
Comenzó su carrera futbolística en la U. D. Güímar en su isla natal de Tenerife. En 1984 con 19 años, recaló en la U. D. Las Palmas en la isla de Gran Canaria, donde demostró un gran nivel de juego, que llamó la atención sobre el jugador en el futbol internacional. Así, en la temporada 1987/88 se trasladó fuera de Canarias y el Real Zaragoza se hizo con sus servicios, jugando posteriormente en otros equipos españoles como el Atlético de Madrid, Sevilla y Extremadura.

### Como entrenador
Tras colgar las botas, en el año 2001 ejerció de presidente y secretario técnico del Extremadura. Llegó a la U. D. Las Palmas en el año 2005 como director deportivo, pero, el 26 de marzo de 2006, tras la dimisión de Josip Visjnic como entrenador, tuvo que hacerse cargo del equipo debutando en el Estadio O Couto frente al CD Ourense en un partido que el conjunto amarillo ganó (0-3). El Consejo de Administración del equipo grancanario decidió que continuara como técnico hasta finalizar la temporada como entrenador. El 24 de junio de 2006, la U. D. Las Palmas conseguía el ascenso a Segunda División.
En la temporada 2006/07, volvió a sustituir a un entrenador tras los malos resultados de Carlos Sánchez Aguiar. A partir de octubre de 2006 se convirtió en el técnico de la U. D. Las Palmas, logrando salvar al equipo del descenso con muchos apuros en esa temporada. Para la 2007-2008 se vuelve a confiar en él, pero en la jornada 10 es destituido, siendo su sustituto Juan Manuel Rodríguez.

## Selección de España
Debutó como internacional absoluto el 15 de noviembre de 1989 en un partido entre España y Hungría (4-0) celebrado en Sevilla, mientras militaba en el club maño. En total jugó cinco encuentros, en los que anotó un gol, precisamente el día de su debut ante Hungría.

## Clubes

### Clubes como jugador
| Club                    | País   | Año       |
| ----------------------- | ------ | --------- |
| U. D. Güímar            | España | 1983-1984 |
| U. D. Las Palmas        | España | 1985-1987 |
| Real Zaragoza           | España | 1987-1990 |
| Club Atlético de Madrid | España | 1990-1994 |
| Sevilla FC              | España | 1994-1996 |
| C. F. Extremadura       | España | 1996-2001 |

### Como entrenador
| Club             | País   | Año       |
| ---------------- | ------ | --------- |
| U. D. Las Palmas | España | 2006-2007 |